# Malecón Tarapacá
El Malecón Tarapacá —erróneamente llamado boulevard— es una gran avenida ubicada en la ciudad peruana de Iquitos. Es un centro turístico de la ciudad y siendo en su zona sur donde se encuentra la zona popularmente conocida como boulevard.

## Historia
El Malecón Tarapacá se encuentra ubicado en el límite este de la ciudad de Iquitos, a orillas del río Itaya. Es el mayor punto de encuentro de la ciudad, tanto de lugareños como de turistas. Es llamado así en memoria de los héroes caídos en la guerra con Chile y fue construido a fines del siglo XIX, durante la época de explotación del caucho. En aquel tiempo el Malecón era el lugar estratégico para la reunión de los primeros exploradores que llegaron a la ciudad, quienes observaron las embarcaciones de los extranjeros que iban hacia el río Amazonas. Después de tanto recorrer por sus veredas anchas, se accede a sus jardines y a sus plazuelas. Se cree que fue construido con motivo de la fiebre del caucho, cuando Iquitos acrecentó su esplendor económico. Desde este hermoso y peculiar lugar, pueden apreciarse bellas y grandiosas construcciones de la época del Caucho.

## Turismo
En la actualidad, el malecón es un lugar muy concurrido, en el cual sus visitantes desde la comodidad de una de sus bancas dispuestas en todo el malecón, pueden apreciar un espectacular atardecer. A una cuadra de la Plaza de Armas, frente al Itaya, se encuentra ubicado este lugar de esparcimiento de 5 cuadras, en forma cuadrada, de concreto, revestido de mayólicas, con fuente de agua incluida. También es posible observar una fila de árboles junto a estrechos jardines, teniendo en sus alrededores restaurantes, una catedral, heladerías, bares, además de un largo recorrido al estilo de un malecón europeo al aire libre. Un coliseo pequeño es el escenario de diversos artistas, cantantes, payasos, cómicos que entretienen al público asistente e intentan ganarse la vida ejecutando algunas de sus prácticas artísticas.

### Toponimia
Su nombre proviene del antiguo departamento peruano de Tarapacá, perdido después de la Guerra del Guano y el Salitre junto a la provincia de Arica.

## Infraestructuras
Una estatua de bronce que representa a Orlando Casanova Heller, quien fuera escritor de cuentos infantiles, se aprecia en el boulevard, además del antiguo colegio "San Agustín" y "Monasterio de los Hermanos Agustinos", el Real Hotel Iquitos, la Biblioteca y Museo Amazónico y el ex Consulado Colombiano, siguiendo por las escaleras y en una rampa sin fin, los visitantes pueden encontrar un restaurante y una maloca de madera en donde se realizan conferencias y otros eventos. A orillas de río Itaya se encuentra el Centro Artesanal Anaconda, en donde se visualizan aproximadamente, veinte puestos de venta de productos que se ofertan a los visitantes. Este lugar es parte de la Zona Monumental de Iquitos y posee una bella vista panorámica de los ríos antes mencionados, además de una pequeña extensión de Belén a lo lejos.

## División Administrativa
Aunque el malecón forme parte del distrito de Iquitos, este tiene cierta autonomía por tratarse de una zona de importancia tanto histórica como económica, así que el Malecón Tarapacá se divide a su vez en tres zonas:

### Malecón (Zona Alta)
Es la parte alta del sitio, la conforman siete cuadras y algunos negocios privados como hoteles y restaurantes. Existe también, un pequeño puerto que es operado por la Asociación turística Bulevard de Iquitos en donde se pueden realizar tour completos y paseos en bote, ahí es donde se encuentran las casas de estilo gótico y barroco, es la mayor zona concurrida de todo el Malecón. De igual forma, es donde hay la mayor diversidad cultural de toda la ciudad y es el centro del turismo urbanizado de Iquitos.

### Bulevar (Zona Intermedia)
Es la zona intermedia del malecón, semejante a un gran camino por donde pasan, principalmente, transeúntes. También hay algunos restaurantes y bares que atienden a los visitantes.

### Belén (Zona Baja)
Es la zona más grande de todas, pero también es una de las menos desarrolladas. Esta zona la conforman bares nocturnos y discobares. También hay locales que brindan paseos por el Itaya.